# Возианов, Александр Фёдорович
Алекса́ндр Фёдорович Возиа́нов (2 октября 1938, Мелитополь — 7 мая 2018, Киев) — советский и украинский медик, уролог, основатель урологической научной школы. Герой Украины (2000).
Доктор медицинских наук (1978), профессор (1980), академик Национальной Академии наук Украины (с апреля 1991), академик Академии медицинских наук Украины (с марта 1993); президент АМН Украины (с марта 1993 по январь 2011); член Президиума НАНУ; директор Института урологии АМНУ; член президиума ВАК Украины (с ноября 1998); заведующий кафедрой урологии Национального медицинского университета имени А.Богомольца (с 1981); главный редактор «Журнала Академии медицинских наук Украины» и журнала «Урология», научный руководитель издания «Лечение и диагностика».
Действительный член Нью-Йоркской Академии наук (1996), Бразильской Академии медицинских наук (1997), Польской академии медицины им. Швейцера (1997), Академии медицинских наук Республики Беларусь (1998), Российской Академии медицинских наук (2001). Почётный профессор Тернопольского государственного медицинского университета имени И. Я. Горбачевского.

## Биография
Родился 2 октября 1938 года в Мелитополе (Запорожская область УССР), грек.
Обучался в Киевском медицинском институте, лечебный факультет (1962).
Защитил:
- кандидатская диссертация «Радиоизотопные методы диагностики при некоторых урологических заболеваниях у детей» (1970);
- докторская диссертация «Фунурологии и нефрологии в урологических больных в послеоперационный период» (1978).

С 1966 года работал в Киевском мединституте.

## Научные достижения
Возианов впервые разработал классификацию предопухолевых состояний и рака предстательной железы и мочевого пузыря. Благодаря ему впервые в стране широко внедрена радикальная операция злокачественной опухоли предстательной железы. Основал Александр Фёдорович первую в Украине лабораторию термодиагностики и первое отделение экстракорпорального дробления камней почек. Огромное значение имеют его исследования по изучению клеточных и молекулярных механизмов возникновения рака мочевого пузыря и влияния на этот процесс радиационного загрязнения после аварии на ЧАЭС. Впервые в Европе Возианов осуществил вапоризацию, которую делали тогда только в отдельных клиниках США. Благодаря ему, в клиниках Украины широко внедрены методы трансуретральной и трансвезикальной резекции гиперплазии предстательной железы.

## Работы
Александр Возианов написал более 400 работ в области диагностики и лечения основных урологических заболеваний, в частности 30 монографий и учебников:
- «Радиоизотопные методы диагностики в детской урологии» (1972),
- «Функциональные методы исследования в детской урологии и нефрологии» (1982),
- «Хирургическое лечение рецидивного нефролитиза» (1984),
- «Основы практической урологии детского возраста» (1984),
- «Атлас-руководство по урологии» (1990),
- «Пузырно- и уретрагенитальные свищи в женщин» (1991),
- «Клиническая термодиагностика» (1991),
- «Болезни мочевого пузыря в детей» (1992),
- «Урология» (1993),
- «Передрак и ранние формы рака мочевого пузыря» (1994),
- «Клиническая сексология и андрология» (1996, соредактор),
- «Сексология и андрология» (1997),
- «Цитокины: биологические и противоопухолевые свойства» (1998),
- «Межфазная тензиометрия и реометрия биологических жидкостей в терапевтической практике» (2000),
- «Атлас-пособие по урологии» (в 3 т., 2001),
- «Health effects of Chernobyl accident» (2003) и другие.

Александр Возианов является автором 15 изобретений.

## Награды и заслуги
- Герой Украины (21.08.2000, за выдающиеся личные заслуги перед Украинским государством в развитии здравоохранения и медицинской науки).
- Награждён орденами Князя Ярослава Мудрого IV (1999) и V (1998) степени, Почётным знаком отличия Президента Украины (1996).
- Лауреат Государственной премии УССР и Украины в области науки и техники (1986, 2001).
- Заслуженный деятель науки Украинской ССР (1986).
- Почётный гражданин Киева.
- Почётная грамота Президента Украины (1996).
- Почётная грамота Кабинета министров Украины (2003).